# La Tâche (plaats)
La Tâche is een gemeente in het Franse departement Charente (regio Nouvelle-Aquitaine) en telt 106 inwoners (2009). De plaats maakt deel uit van het arrondissement Confolens.

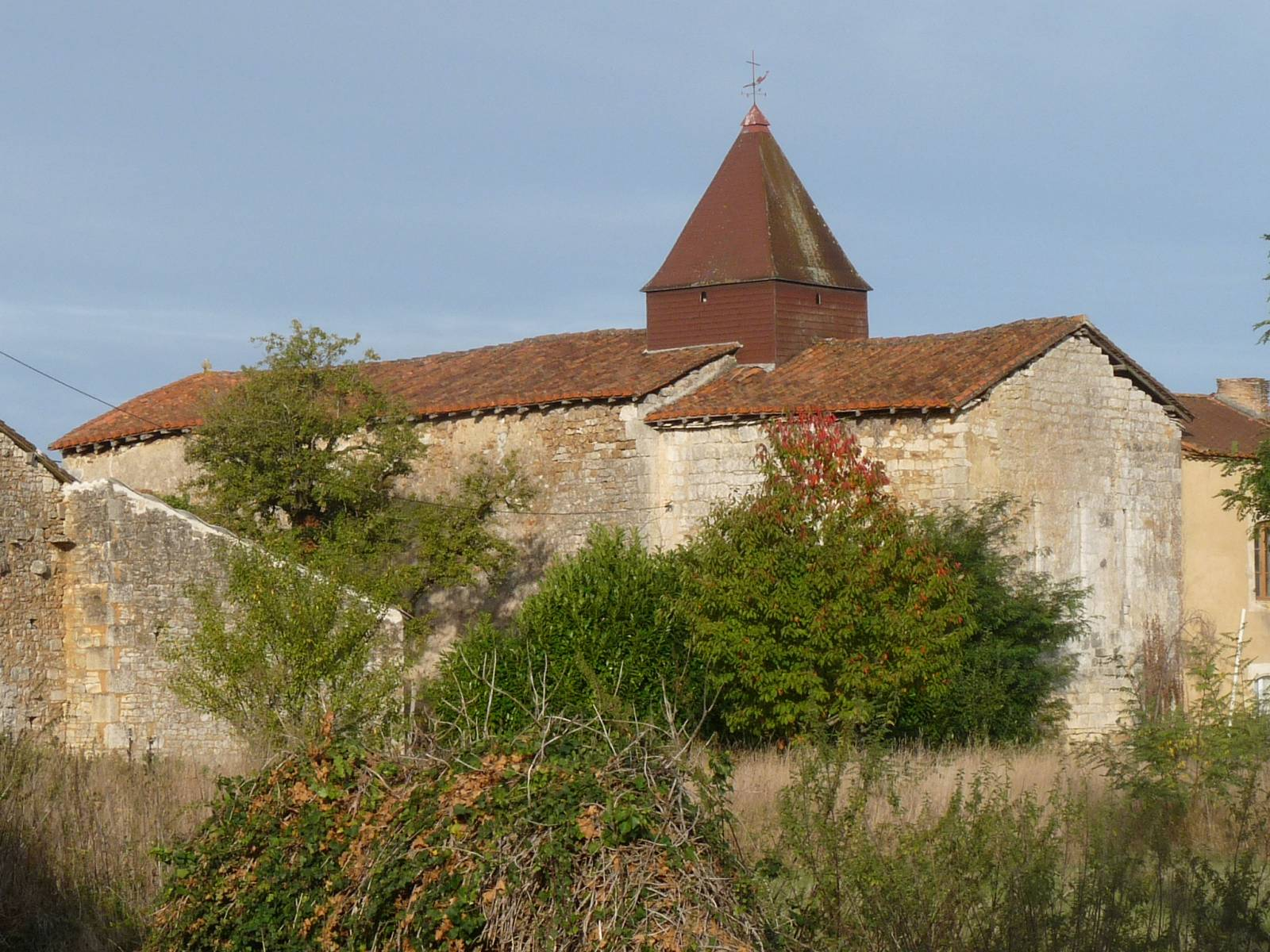
Kerk van La Tâche
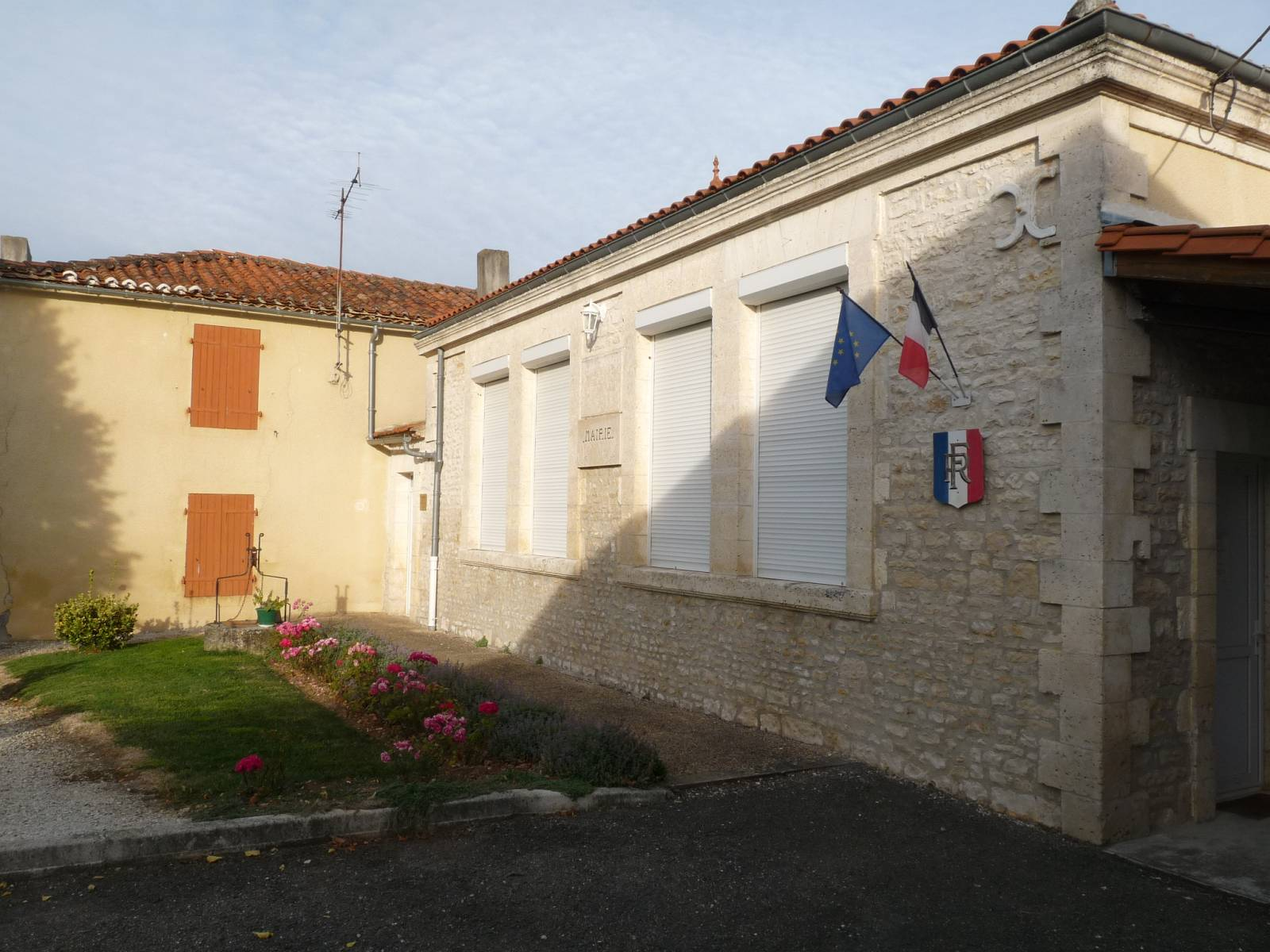
Gemeentehuis

## Geografie
De oppervlakte van La Tâche bedraagt 7,4 km², de bevolkingsdichtheid is dus 14,3 inwoners per km².
De onderstaande kaart toont de ligging van La Tâche (plaats) met de belangrijkste infrastructuur en aangrenzende gemeenten.

## Demografie
Onderstaande figuur toont het verloop van het inwonertal (bron: INSEE-tellingen).